# GJ 1277
GJ 1277 (LHS 532 / LTT 928-1) es una estrella cercana al sistema solar.
La medida de su paralaje (97,48 milisegundos de arco) sitúa a esta estrella a una distancia de 33,6 ± 0,3 años luz.
Se localiza en la constelación austral de Tucana a poco más de medio grado de la estrella de sexta magnitud HD 216169.
De magnitud aparente +14,01, se encuentra por debajo del umbral de brillo para que sea observable a simple vista.
GJ 1277 es una enana roja de tipo espectral M4.5V.
Entre las estrellas a menos de 10 pársecs del Sistema Solar, el 73% son enanas rojas.
Con una temperatura efectiva de 2836 ± 66 K, GJ 1277 es una estrella tenue cuya luminosidad bolométrica —que incluye una importante cantidad de energía emitida como luz infrarroja— es igual al 0,3% de la luminosidad solar.
Sus características son semejantes a las de la conocida Próxima Centauri —si bien su luminosidad casi duplica a la de ésta— o a las de Ross 614 A o QY Aurigae A; a diferencia de estas últimas, no existe evidencia de que GJ 1277 tenga alguna compañera estelar no visible.